# Mathematics Magazine
Das Mathematics Magazine ist eine von der Mathematical Association of America herausgegebene, zweimonatlich in englischer Sprache erscheinende wissenschaftliche Fachzeitschrift mit Artikeln zu unterschiedlichsten Themen der Mathematik.
Zielpublikum sind College-Lehrer und -Studenten in einem grundständigen (englisch undergraduate) Studium. Die Zeitschrift versteht sich als anregende Ergänzung zur akademischen Ausbildung; sie ist aber nicht eine Publikation für die Forschung, sondern bietet interessante Themen aus der Mathematik, wenn möglich einschließlich ihres historischen Kontextes, mit Beispielen, Illustrationen und Anwendungen.
Die Autoren stammen aus der ganzen Welt, die eingereichten Beiträge werden nach dem Verfahren des Peer-Review begutachtet und für die Veröffentlichung ausgewählt.
Seit 1976 vergibt die Mathematical Association of America einen nach Carl B. Allendoerfer benannten Preis für im Mathematics Magazine veröffentlichte Artikel von besonders herausragender Qualität.